# Дом №1428 (Кошмар на улице Вязов)
«Дом №1428» (англ. 1428 Elm Street) или просто «Дом на улице Вязов» (англ. Elm Street House) — вымышленный дом, расположенный в городе Спрингвуд, штат Огайо, где происходит действие фильмов «Кошмар на улице Вязов» и телесериала «Кошмары Фредди». В разное время в доме жили персонажи: Нэнси Томпсон, Джесси Уолш, Лори Кэмпбелл и Фредди Крюгер. Дом появляется в различной литературе, на страницах комиксов, в компьютерных играх и музыкальных видео.

## Появления
Значимость дома для сюжета серии менялась от фильма к фильму — сначала это было местом действием, затем «домом с привидениями», а позже — олицетворением Фредди в реальном мире и порталом в мир снов.

### Фильмы
Дом впервые появляется в фильме «Кошмар на улице Вязов» (1984). В нём живёт школьница Нэнси Томпсон со своей матерью Мардж. Во снах Нэнси девочку преследует изуродованный мужчина в федоре и полосатом свитере, на его руке — перчатка с лезвиями. Позже выясняется, что таинственный мужчина снится и её друзьям — Тине Грей, Глену Лантцу и Роду Лейну. Вскоре Мардж рассказывает дочери правду: мужчину зовут Фредди Крюгер. При жизни он был убийцей детей; его поймали, но отпустили из-за юридической ошибки. Тогда родители погибших детей выследили Крюгера и сожгли его живьём, а останки — спрятали. Мардж забрала перчатку Крюгера — ту самую, которую Нэнси видела во сне — и прятала всё это время в подвале дома № 1428. Нэнси находит способ вытащить Крюгера в реальный мир, где он попадает в ловушки, расставленные Нэнси по всему дому, а затем девочка поджигает маньяка. В финале Нэнси осознаёт источник силы Крюгера — её страх; поэтому она забирает энергию, которую отдала призрачному убийце. В комикс-серии «Nightmares On Elm Street» от издательства «Innovation» выясняется, что после событий фильма Нэнси уехала из Спрингвуда и поступила в колледж, где училась вплоть до событий третьей части — «Воины сна».
После событий фильма дом пустовал около пяти лет, а затем в «Мести Фредди» (1985) в него въезжает Джесси Уолш со своими родителями и младшей сестрой Анджелой. Крюгер вновь начинает преследовать подростка, живущего в этом доме, но с новой целью — завладеть его разумом, а потом и телом, чтобы юноша совершал убийства ради него. В одной из сцен Джесси конфликтует со своим отцом после того, как узнал в школе, что в этом доме якобы сошла с ума девочка, когда маньяк убил её мать, а также парня, жившего в доме напротив. На что мистер Уолш отвечает своей жене: «Как ты думаешь, почему мы купили этот дом так дёшево?».
Начиная с «Воинов сна» (1987) Фредди выбирает этот дом своим убежищем в мире кошмаров — большинство героев во время своих кошмаров оказываются в альтернативной, заброшенной версии дома; часто комнаты и коридоры дома переходят в помещения бойлерной на заброшенной фабрике, и наоборот. Дом часто снится Кристен, но она не знает о его происхождения — девушка даже создаёт модель дома и рисует его, а вскоре встречает Нэнси Томпсон, которая рассказывает ей историю Фредди.
Дом в реальности не появляется вплоть до «Повелителя снов» (1988), где выясняется, что он пустует после событий второго фильма — а Кристен называет особняк «его убежищем». Создатели сериала часто уверяют, что именно этот дом связывает Крюгера, мир сновидений и реальность. В пятом фильме — «Дитя сна» — Элис Джонсон постоянно видит дом в своих кошмаров, но на этот раз из заброшенного особняка она неизменно попадает в помещения психиатрической больницы Уэстэн-Хиллс, где родила и умерла мать Фредди, монахиня Аманда Крюгер. В раннем сценарии «Воинов сновидений» дом, который видели дети в кошмарах, не был особняком № 1428 на улице Вязов, а домом, где родился Фредди — от воплощения этой задумки в финальной версии картины авторы отказались. Многие герои фильма «Фредди мёртв: Последний кошмар» (1991) оказываются в этом доме в реальности, когда они приезжают в город Спринвуд; по ходу развития событий Мэгги Берроуз узнаёт, что её удочерили. Она — Кэтрин Крюгер, дочь Фредди, и вместе с родителями когда-то жила в этом доме. По решению властей и полиции, где служил лейтенант Дональд Томпсон, он вместе с Мардж и Нэнси переехали в этот дом, чтобы скрыть существование Крюгеров и запутать следы, способные привести к Кетрин — её удочерили после смерти Фреда. В «Фредди против Джейсона» (2003) в доме живёт Лори Кэмпбэлл со своим отцом; Фредди убил мать Лори в этом доме. В одной из удалённых сцен, девушка соскребает краску с входной двери, и видит её старый цвет — красный. Дом появляется в финале фильма «Новый кошмар Уэса Крэйвена» (1994), когда дом актрисы Хизер Лэнгенкэмп превращается в особняк на улице Вязов.
Дом и альтернативные сюжетные линии, связанные с ним, присутствуют в нескольких ранних сценариев серии фильмов. Для третьей части — в итоге ставшей «Воинами сновидений» — актёр Роберт Инглунд подготовил собственную концепцию «Дом забав Фредди» (англ. Freddy's Funhouse), в котором особняк стал логовом Крюгера в мире снов, наполненным ловушками, куда маньяка заманивал спящих. В одном из ранних сценариев Джона Скиппа и Крэйга Спектора для «Дитя сна» персонаж рисует дом, который вскоре сносит бульдозер — на его месте должны построить торговый центр. В сценарии «Фредди мёртв» Майкла Алмерейда видит почтовый ящик — он соскребает надпись «Уилльямсы» — имя последних владельцев дома, а под ней — фамилия «Томпсоны»; продолжая стирать буквы, герой наконец видит надпись «Крюгеры». Дом появляется в большинстве сценариев «Фредди против Джейсона» — в одном из них, с помощью бомбы, установленной в подвале, группа захвата взрывает дом, в котором живут последователи культа Фредди.

### Прочее
Декорация использована в качестве дома с привидениями в нескольких официальных мероприятиях: аттракционе «Halloween Horror Nights: Carnival Of Carnage», организованном «Universal Orlando» в 2007 году — за основу взят внешний вид из третьей и четвёртой частей; «Universal Studios» в Голливуде также провёл аттракцион «Nightmare on Elm Street: Home Sweet Hell» в 2008; и, наконец, «Halloween Horror Nights 25» по мотивам фильма «Фредди против Джейсона» в 2015.
Действие фанатской онлайн-игры «Escape From 1428 Elm Street» в жанре «приключение» происходит в этом доме.
По сюжету музыкального клипа «Are You Ready for Freddy» участники группы The Fat Boys должны провести ночь в доме «недавно скончавшегося дядюшки Фредерика». Действие клипа Dokken «Dream Warriors» также происходит в декорациях дома. В обоих клипах снялся Роберт Инглунд в роли Фредди Крюгера.

## Значимость

### Настоящий дом
Съёмки первой и второй частей проходили в частной резиденции, расположенной по адресу 1428 North Genesee Avenue в Лос-Анджелесе. Дом был построен в 1919 году, а напротив него — дом № 1419, где жил Глен Ланц со своими родителями напротив Томпсонов из первой части. Это же здание использовали на съёмках сиквелов «Месть Фредди» и «Новый кошмар Уэса Крэйвен».
Дом также появляется в небольшом эпизоде фильма ужасов «Хэллоуин» 1978 года, снятого Джоном Карпентером. Карпентер получил разрешение на съёмку внутри дома, в то время как Уэс Крэйвен снимал комнату Нэнси в декорациях — об этом рассказал ведущий шоу «Horrors Hallowed Grounds» Шон Кларк. Он посетил дом в 2006 году перед тем, как хозяева провели ремонт, полностью изменивший фасад здания. В том же году дом выставили на продажу. В 2008 его купила Энджи Хилл, заплатив $1,15 миллиона, после чего начала свою перестройку, вернув зданию 90 % первоначального вида The house switched owners in 2013 for the price of $2.1 million..
Хезер Лэнгенкэмп и Шон Кларк сняли эпизод документального фильма «Никогда не спи: Наследие улицы Вязов» (2010), рассказав, что цифры «1428» (настоящий адрес совпадает с вымышленным) были украдены вскоре после выхода «Кошмара на улице Вязов», и заменить их не удалось: производитель больше не выпускает цифры с использованием такого шрифта. Также Хезер и Роберт Инглунд посетили дом в 2013 году, а Лиза Уилкокс — в 2017 во время съёмок серии видео-роликов для своего канала на YouTube.
Для съёмок фильмов несколько раз меняли цвет парадной двери: синий — в первой части, красный — в «Мести Фредди»; Крэйвен решил вернуть изначальный цвет для своего «Нового кошмара», а в фильмах с третьего по шестой использованы декорации. Кроме того, съёмки «Фредди против Джейсона» проходили в Ванкувере, где был найден похожий дом. Дверь покрасили из красного в оранжевый. По словам производственного дизайнера Джона Уиллетта найти похожий дом было крайне сложно; кроме того реальные интерьеры дома были использованы для съёмок сцен внутри
Из-за невероятной популярности франшизы особняк называют «Домом кошмара на улице Вязов», а среди поклонников популярны туристические поездки с визитом этого дома.

### Признание
Про этот вымышленный дом говорят «больше, чем культовый», «один из самых легендарных домов в истории фильмов ужасов» и «настоящая звезда фильма «Кошмар на улице Вязов». Портал «GamesRadar» поставил особняк на второе место в списке «50 самых страшных домов в фильмах ужасов», уступив дому из японской франшизы «Проклятие». Поклонники воссоздают дом при помощи 3D-печати, конструктора Lego и существующих кукольных домиков. Портал о фильмах ужасов «1428 Elm» и производственная компания «1428 Films» (снявшая документальные фильмы «Наследие улицы Вязов» и «Воспоминания о Хрустальном озере») названы в честь вымышленного дома.

### Продукция
Компания «Mondo» включила дом в серию постеров «Home», посвящённую культовым локациям из фильмов ужасов, макет домика выпустила компания «Hawthorne Village» в коллекции «Village Of Horror».

## Спрингвуд
Дом № 1428 расположен на улице Вязов в вымышленном городе Спрингвуд (англ. Springwood) в штате Огайо. В сценарии первой части Уэс Крэйвен описывает место действия как «пригород Лос-Анджелеса» в штате Калифорния, но по неизвестным причинам в фильме этот факт не упоминается — вплоть до шестой части «Фредди мёртв: Последний кошмар». Возможно авторы картины решили отдать дань уважения Уэсу Крэйвену, который родился в Кливленде в Огайо. Само название города — Спрингвуд — впервые появляется в сиквеле «Месть Фредди». Создатели впервые называют точное расположение города Спрингвуд (англ. Springwood) в фильме «Фредди мёртв. Последний кошмар» — это штат Огайо. Вывеска на въезде гласит, что его население составляет 15 285 человек. На табличке надпись — «Добро пожаловать в Спрингвуд, штат Огайо. Отличное место для жизни» (англ. Welcome To Springwood, Ohio. «A Nice Place To Live»). Примечательно, что в США нет города с таким названием, а за пределами страны их целых два — в Квинсленде и Новом Южном Уэльсе в Австралии, на восточном побережье континента. Кроме того, в фильмах серии в кадре часто видны пальмы, так как большинство съёмок проходило в штате Калифорния в окрестностях Лос-Анджелеса, но пальмы не растут на территории Огайо.

### Улица Вязов
До своей смерти Фред Крюгер похищал и убивал детей, проживающих на улице Вязов (англ. Elm Street). Много лет спустя, когда Крюгер стал демоном снов, он начал преследовать подростков этой улицы. Первоначально Крюгер являлся лишь детям тех родителей, которые были причастны к его убийству. Элис Джонсон из «Повелителя снов» предполагает, что Кристен была последним ребёнком. Поскольку Фредди может являться во снах лишь жителям этой улицы, то для того, чтобы добраться до остальных, кто-то должен их ему привести.
Карта Спринвуда — и легенда к ней — появляются в книге Энди Мэнгельса (англ. Andy Mangels) — «Кошмар никогда не заканчивается» (англ. The Nightmare Never Ends: The Official History Of Freddy Krueger & The Nightmare On Elm Street Films). Как видно из карты, многие персонажи серии жили на улице Вязов — Нэнси Томпсон, Глен Лантц, Джесси Уолш, Кристин Паркер, Рик и Элис Джонсоны и др. Как и сам Крюгер — он проживал в доме №1666. Многие факты из биографии Фредди Крюгера — в основном, упомянутые в ранних версиях сценариев, комиксах и книгах — противоречат друг другу; но удалённая сцена из «Фредди мёртв: Последний кошмар» чётко даёт понять, что Крюгер жил в этом доме со своей женой и дочерью — в подвале дома Кэтрин находит мастерскую, в которой он изготавливал орудия для пыток своих жертв; кроме того, некоторые персонажи называют этот дом «его логовом».
Обозначения:
1. Семья Джонсон (Рик, Элис, Денис) — 330SE, 15-я улица
2. Семья Паркер (Кристин, Элейн, Кирк) — 1378, Дубовая улица
3. Семья Крюгер (Фредди, Лоретта, Кетрин) — 1428, улица Вязов
4. Семья Ланц (Глен, Боб, Памела) — 1431, улица Вязов
5. Семья Стентон (Хулио, Стейси, Уилл, Тоби) — 1584, улица Вязов
6. Семья Гейбл (Хемптон, Фелиция, Дево, Дениз) — 1653, Дубовая улица
7. Семья Красел (Билл, Люси, Джоуи) — 1650, улица Вязов
8. Семья Томпсон (Дональд, Мардж, Нэнси) — 1428, улица Вязов (после смерти Фредди Крюгера)
9. Семья Адамсон (Гамильтон, Сью, Филлипп) — 3284SE, 18-я улица
10. Семья Лейн (Джед-Старший, Джед-Младший, Род) — 3490 19-я улица
11. Семья Коулфилд (Рик, Тереза, Тедди, Дженнифер) — 1620, Елейная улица
12. Семья Уайт (Бреет, Лена, Тэйрин) — 3787SE, 13-я улица на Locust
13. Спрингвудская водонапорная башня — одна из двух (новая расположена в NW Springwood)
14. Энерго-станция (логово Фредди) — 3859SE, 19-я улица
15. Семья Кинкейд (Лестер, Билли, Роланд) — 3610SE, 18-я улица

За пределами улицы:
1. Семья Грей (Теренс, Соня, Марк) — 842, Улица Вязов
2. Спрингвудская старшая школа — 300, Кленовая улица
3. Уэстен Хиллс — 5300, Последняя аллея (на Северо-Западе Спринвуда)
4. Институт «Katja» по изучению расстройств сна — 4541, N. Williams (в Северном Спринвуде)
5. Свалка братьев Пенни — 4660SE, 19-я улица

### Другие места
- Энергостанция (англ. Power Plant) — сюда при жизни Фредди приводил и убивал здесь детей, похищенных на улице Вязов. Крюгер работал сторожем, и в ночное время был практически один в этом огромном сооружении — власти долго не могли выйти на след убийцы, пытаясь вычислить его логово. Станцию закрыли во второй половине 1960-х годов после скандала с Фредом Крюгером.

- «Старшая школа Спринвуда» (англ. Springwood High School) появляется в большинстве фильмов, но всегда выглядит иначе, так как съёмки проводились на разных локациях[69][70][71]. Её же использовали для съёмок в пятом фильме[72][73]. На съёмках фильма «Фредди против Джейсона» использовали «Университет Ванкувера», а учащиеся в нём студенты сыграли массовку, например звезда сериала «Остаться в живых» Эванджелин Лилли училась в то время в университете, и в фильме «Фредди против Джейсона» она сыграла девушку из массовки, и её можно увидеть в нескольких кадрах[74].

- Психиатрическая лечебница «Уэстен-Хиллз» (англ. Westin Hills Psychiatric Hospital) — клиника для душевнобольных в Спрингвуде. Здесь работала мать Фредди, юная монахиня Аманда Крюгер, которая стала жертвой изнасилования сотней маньяков, в результате чего на свет появился Фредди. Много лет спустя, именно сюда стали поступать подростки, которых не смог убить Фредди, — взрослые считали, что дети страдают от психических расстройств и депрессии — предполагалось, что большинство из них пыталось покончить с собой. Второе название больницы — Клиника Фэйрвью (англ. Fairview Clinic). Когда-то одно крыло этого огромного больничного комплекса занимал приют для душевнобольных преступников, носивший название «Дом милосердия» (англ. Hathaway House, «Our Lady Of Sorrows»), но из-за скандала с Амандой крыло было закрыто ещё в 1940-х годах. С тех пор эта часть комплекса остаётся заброшенной. Сценаристы Марк Свифт и Дэмиан Шэннон выбрали дом № 1428 и психиатрическую клинику «Уэстэн-Хиллс» наряду с лагерем «Хрустальное озеро» основным место действия фильма «Фредди против Джейсона»[18]. В качестве фасада психиатрической лечебницы Уэстен-Хиллс использовали кампус «Royce Hall» в Калифорнийского университета Лос-Анджелеса[75].

- «Автомобильная свалка братьев Пенни» (англ. Penny Bros. Auto Salvage), принадлежавшая старому Чарли Пенни и его младшему брату. Согласно третьему фильму, здесь в самом центер свалки в багажнике красного кадиллака спрятаны останки Крюгера. Нил Гордон закопал их в землю там же, а Дональд Томпсон нашёл свою смерть посреди старых разбитых машин. В четвертой части Роланд Кинкейд становится жертвой Крюгера после его воскрешения.

- Кафе «Крэйв-Инн» (англ. Crave Inn Cafe) — кафе, где работала Элис Джонсон и её подруга Дэбби Стивенс (появляется в 4 и 5 фильмах).

- Городское кладбище (англ. Springwood Cemetery) — там были похоронены все погибшие персонажи сериала (появляется с 1 по 4 частях). Во всех фильмах для съёмок сцен использовали знаменитое кладбище Эвергрин и одноимённый парк в восточной части Лос-Анджелеса[76][75][71].

- Площадь перед зданием суда (англ. Springwood Courthouse On Town Square) — там находится скульптура мальчика-скаута, на которой можно прочитать девиз города: «Наши дети всё выдержат» (англ. The Children Shall Endure) — эту статую встретили герои шестого фильма, проезжая по улицам города.

- Сиротский приют Спрингвуда (англ. The Springwood Orphanage) — основан в 1929 году, как гласит вывеска на входе. Там оказалась Кетрин Крюгер после ареста своего отца в фильме «Фредди мёртв. Последний кошмар».

- Центральный парк Спрингвуда (англ. Springwood Central Park) — место, где прогуливались возле фонтана Элис и Дэн в конце 4-й серии. Также Нэнси и Глен встречались на мосту через один из водоёмов парка.

- Научно-исследовательский институт «Катья» (англ. Katja Institute) — туда отвезла Нэнси её мать Мардж, чтобы разобраться с ночными кошмарами дочери.

- Кинотеатр «Риалто» (англ. Rialto Movie Theatre) — там во время своего кошмара оказывается Элис в четвёртом фильме.